# Seleção Barbadiana de Voleibol Feminino
A Seleção Barbadiana Feminina de Voleibol é a seleção nacional feminina de vôlei de quadra de Barbados. É administrada pela Associação de Voleibol de Barbados, e desde 1988 também pela Associação Zonal Caribenha de Voleibol (CAZOVA) e  NORCECA; este selecionado representa a Barbados nas competições internacionais de vôlei..

## Histórico
Em participações nas edições do Campeonato Caribenho de Voleibol sagrou-se tetracampeão consecutivo no ano de 2004 e o sexto título no total.